# Perigonia pallida
Perigonia pallida är en fjärilsart som beskrevs av Rothschild och Jordan 1903. Perigonia pallida ingår i släktet Perigonia och familjen svärmare. Inga underarter finns listade i Catalogue of Life.

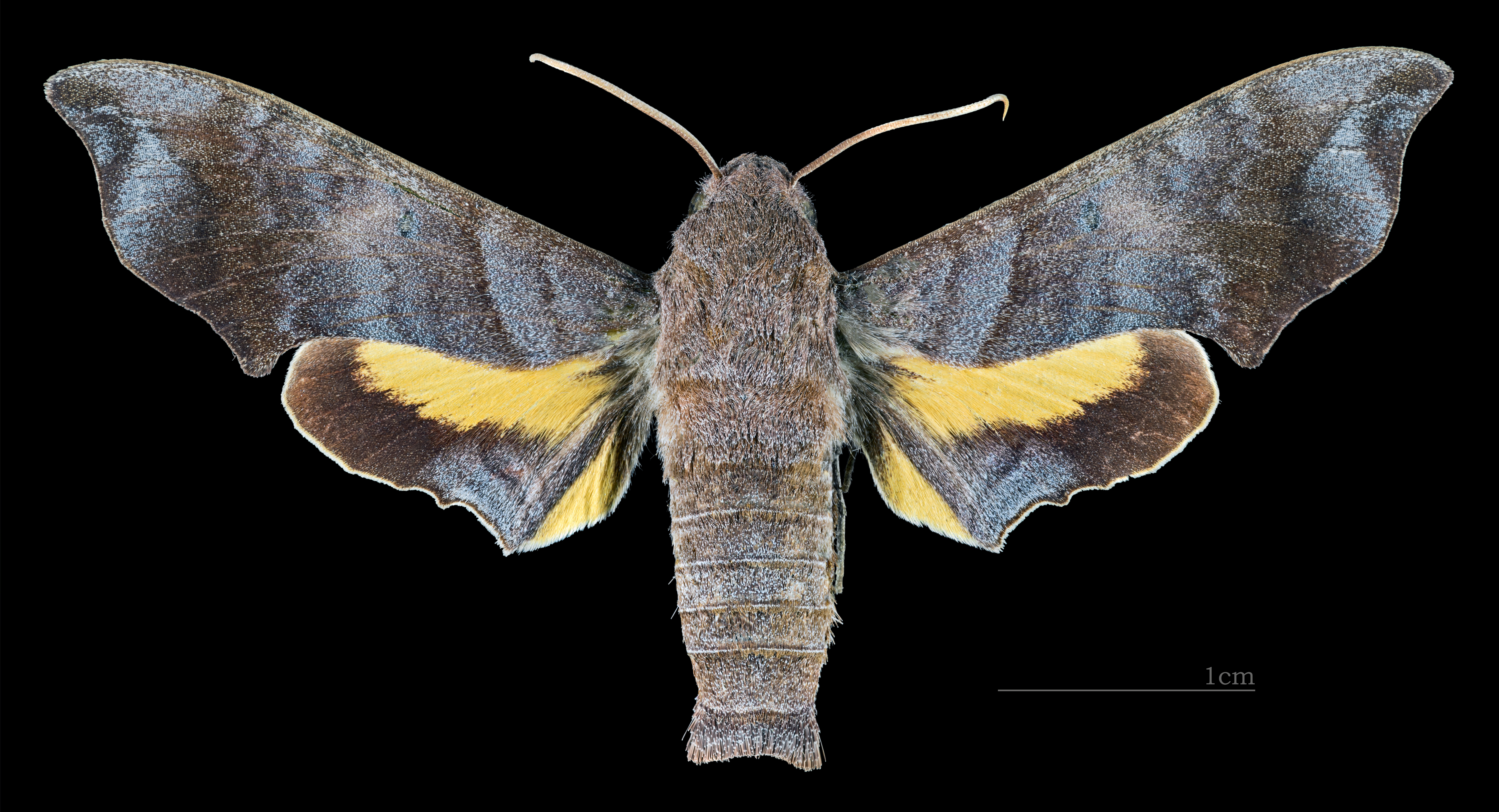
Perigonia pallida ♀
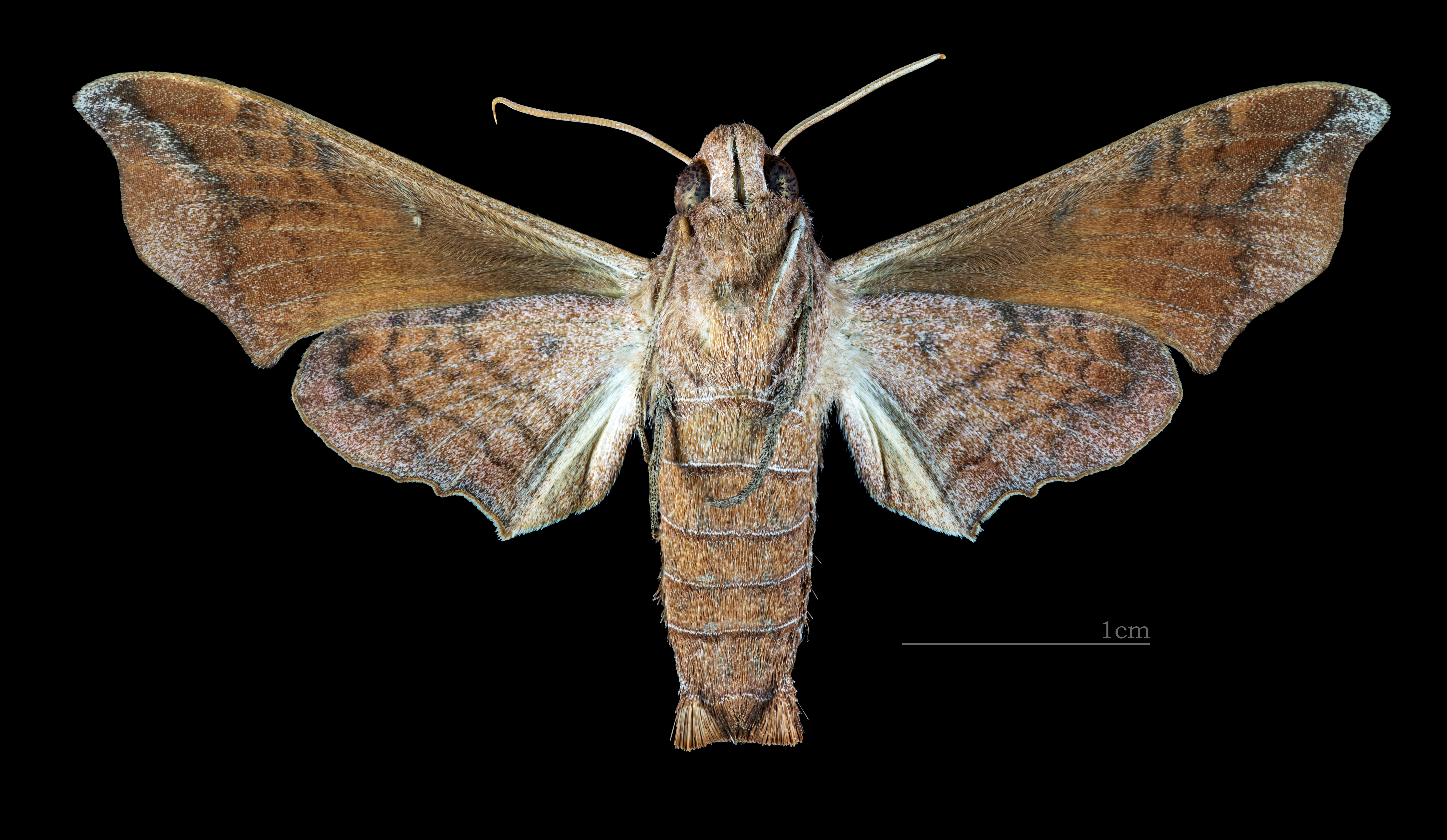
Perigonia pallida ♀ △